# Юинг, Рид
Рид Юинг (англ. Reid Ewing, родился 7 ноября 1988 года) — американский актёр и музыкант, наиболее известный по роли Дилана Маршалла в ситкоме «Американская семейка».

## Биография

### Карьера
Впервые появившись на экране в телефильме «Воскресенье! Воскресенье! Воскресенье!» 2008 года, Юинг в дальнейшем сыграл примерно в 20 фильмах и телешоу, в том числе повторяющиеся роли в ситкомах «Зик и Лютер» и «Держись, Чарли!». Известность актёру принёс персонаж Дилан Маршалл в сериале «Американская семейка», где он играл с 2009 по 2020 год.

### Личная жизнь
В ноябре 2015 года интернет-издание «The Huffington Post» опубликовало статью Рида Юинга, в которой он признался, что долгие годы борется с телесной дисморфией, проявляющейся в постоянном недовольстве своей внешностью. По словам актёра, из-за навязчивых мыслей о наличии физических недостатков, с 2008 по 2012 год он 8 раз прибегал к хирургическим процедурам, включая вживление имплантатов в щёки, челюсти и подбородок, а также инъекции ботокса.
Через несколько дней после заявления о дисморфии, Рид Юинг также публично подтвердил, что является гомосексуалом, подчеркнув, что никогда не скрывал этого.

## Работы

### Фильмография
| Год       |     | Русское название                         | Оригинальное название            | Роль          |
| --------- | --- | ---------------------------------------- | -------------------------------- | ------------- |
| 2008      | ф   | Воскресенье! Воскресенье! Воскресенье!   | Sunday! Sunday! Sunday!          | Джесси        |
| 2009—2020 | с   | Американская семейка                     | Modern Family                    | Дилан Маршалл |
| 2009—2011 | с   | Зик и Лютер                              | Zeke and Luther                  | Чарли Планк   |
| 2010      | кор | Между дней                               | In Between Days                  | Джим          |
| 2011      | с   | Держись, Чарли!                          | Good Luck Charlie                | Дерек         |
| 2011      | ф   | Скрытая правда                           | The Truth Below                  | Итан          |
| 2011      | ф   | Ночь страха                              | Fright Night                     | Бен           |
| 2012      | ф   | Тихий вор                                | The Silent Thief                 | Дуг Эдвардс   |
| 2012      | с   | Правила свиданий из будущего             | Dating Rules from My Future Self | Эндрю         |
| 2013      | с   | Телеведущие                              | Newsreaders                      | Логан Руби    |
| 2013      | ф   | Одержимая                                | Crush                            | Джеффри       |
| 2013      | ф   | 10 правил для тех, кто спит с кем попало | 10 Rules for Sleeping Around     | Хью Филдс     |
| 2013      | ф   | Сила внутри                              | The Power Inside                 | Девин         |
| 2014      | кор | Августин                                 | Augustine                        | Рид           |
| 2014      | ф   | Пассаж                                   | Mall                             | Бекетт        |
| 2015      | ф   | Корпорация «Уингман»                     | Wingman Inc.                     | Бад           |
| 2016      | ф   | Закат                                    | Sundown                          | Юджин         |
| 2016      | ф   | Сезонники                                | Temps                            | Кёртис        |
| 2017      | ф   | Южная Дакота                             | South Dakota                     | Картер        |

### Видеоклипы
| Певец |                     | |                     |
| 2011  | Traffic Jam         | link=https://www.youtube.com/watch?v=p3S7Qo4GRnE Архивная копия от 20 ноября 2020 на Wayback Machine | ft. Эллисон Джейн   |
| Актёр |                     | |                     |
| 2015  | Bulletproof Picasso | link=https://www.youtube.com/watch?v=jNHJ7zz16bY Архивная копия от 28 июня 2018 на Wayback Machine   | клип группы «Train» |